# Бросс, Стивен Декейтер
Стивен Декейтер (англ. Stephen A. Decatur, родился в 1813 году, умер в 1888 году или в 1889 году), урожденный Стивен Декейтер Бросс и часто называемый коммодором Декейтером был одним из первых поселенцев в Небраске. Он родился и получил образование на Востоке США, где стал школьным учителем и создал семью.
Бросив жену и двоих детей в Нью-Йорке в 1840-х годах, Бросс переехал на запад, на территорию Небраски. Всю оставшуюся жизнь он носил имя «Стивен Декейтер». Он был тезкой и одним из основателей города Декейтер, штат Небраска, второго старейшего европейско-американского поселения в Небраске. Он получил прозвище «Коммодор Декейтер», утверждая, что является племянником героя войны 1812 года. Декейтер снова женился в Небраске. В 1859 году он бросил свою вторую жену и ребенка, переехав на территорию Колорадо, где прожил до конца своей жизни. С 1866 по 1868 год он служил в территориальном законодательном собрании.

## Биография

### Ранние годы
Декейтер родился в округе Сассекс, штат Нью-Джерси, в семье Мозеса Бросса и Джейн (Уинфилд) Бросс. Его считали вторым из одиннадцати детей. Его брат-близнец Уильям родился на несколько минут раньше. Они оба учились в колледже Уильямса в 1830-х годах и жили вместе.

### Исчезновение
Стивен стал школьным учителем под именем Стивен Декейтер Бросс в Нью-Джерси и Нью-Йорке. В начале 1840-х годов он внезапно исчез, бросив жену и двоих детей. Затем он появился на территории Небраски, где использовал имя Стивен Декейтер. Находясь на границе Небраски, он участвовал в американо-мексиканской войне.

### Карьера
В 1841 году он прибыл из Белвью в район современного города Декейтер, в верховьях реки Миссури. Сначала он поселился в племени омаха, которое издавна населяло эту территорию. Он жил на ферме под названием «Декейтер-Спрингс», названной в честь источника чистой воды, найденного там и снабжавшего город водой в течение следующего столетия. Позднее Декейтер работал клерком на торговой станции полковника Питера Сарпи, который занимал многочисленные должности в Небраске, связанные с Американской меховой компанией. В 1854 году Декейтер был кандидатом на должность в Первой территориальной ассамблее Небраски, но не получил места. Его описывали как «высокообразованного человека, который утверждал, что он был племянником коммодора Стивена Декейтера, героя Войны 1812 года».

### Основание города Декейтера
Город Декейтер, штат Небраска, был зарегистрирован в 1856 году под названием «The Decatur Townsite & Ferry Company». Патенты на строительство города были выданы законодательным собранием 1 мая 1862 года. В Небраске Декейтер снова женился. В 1859 году он переехал на территорию Колорадо, чтобы работать на золотых приисках, оставив там свою вторую жену и ребенка. Во время Гражданской войны в США он записался в 3-й Колорадский полк. После войны он остался в Колорадо, в том числе некоторое время работал в Джорджтауне, где издавал газету Georgetown Miner. Вскоре он переехал в Саммит, штат Колорадо, который представлял в территориальном законодательном собрании с 1866 по 1868 год.

### Кончина
Декейтер умер 5 июня 1888 года в Розите, штат Колорадо, в небольшом лагере в горах Сангре-де-Кристо. Он умер предположительно в 80 лет и похоронен на кладбище Росита в округе Кастер, штат Колорадо.